# Renault Korea Motors
Renault Korea Motors is een Zuid-Koreaanse automobielfabrikant, onderdeel van de Renault Group. Het bedrijf was de allereerste succesvolle samenwerking tussen een Europees autoconcern en een Zuid-Koreaans autobedrijf. Het heeft een fabriek in Busan. Tot maart 2022 stond dit bedrijfsonderdeel bekend als Renault Samsung Motors (Koreaans: 르노삼성자동차).

## Geschiedenis

### Samsung Motors Inc.
De geschiedenis van het bedrijf begon in 26 april 1994 toen Samsung en Nissan besloten om samen te gaan werken en een joint venture op te richtten; Samsung Motors Inc. (SMC). De overheid was ingelicht over dit voornemen en nog geen twee dagen later, op 28 april, werd de samenwerking verboden. Drie redenen werden hiervoor aangevoerd, ten eerste was er sprake van duplicatie en de sector werd al gekenmerkt door overinvesteringen, een extra producent zou de concurrentie verder doen toenemen op de binnenlandse markt  en het gebruik van buitenlandse kennis zou de ontwikkeling van nationale kennis op dit gebied remmen. Op 30 november 1994 gaf de overheid alsnog toestemming.
SMC werd opgericht op 28 maart 1995 en op 12 mei 1997 begon de productie in de fabriek in Busan. De fabriek kon 240.000 voertuigen per jaar maken. Op 17 februari 1998 kwam het eerste model op de markt. De Samsung Group had zo'n US$ 2 miljard in het project geïnvesteerd. Aangezien de Samsung Group uit vele vooruitstrevende onderdelen bestond, kon Samsung Motors hier goed gebruik van maken door de laatste technieken en materialen te gebruiken, die geproduceerd werden binnen het concern.
In 1998 keert het tij echter, de Aziatische financiële crisis was uitgebroken en de introductie van de SM5 was geen succes. Binnen het concern werd gepraat over een mogelijke verkoop van SMC. Op 7 december 1998 werd de mogelijke overname van SMC door Daewoo bekendgemaakt. Tussen maart en eind november 1998 werden slechts 41.277 auto's verkocht en werd de capaciteit maar voor een derde benut. Door de grote schulden van SMC haakte Daewoo af en SMC zocht bescherming tegen de schuldeisers bij de rechtbank. Op 27 april 2000 nam Renault 70% van de aandelen over, Samsung Group bleef met een belang van 20% aandeelhouder en de resterende 10% ging naar de schuldeisers.

### Renault Samsung Motors
Na de transactie werd de naam gewijzigd in Renault Samsung Motors. De productie werd weer opgestart. In 2002 introduceerde het bedrijf succesvol de SM3, een middenklasser in een markt die ongeveer 12% van de totale Zuid-Koreaanse automarkt beslaat. In hetzelfde jaar werd het bedrijf voor het eerst winstgevend en liep hiermee ver voor de doelstellingen die gesteld waren door de nieuwe directie en het nieuwe moederbedrijf. In 2004 wordt het derde model aan het productengamma toegevoegd, de SM7. Deze auto werd al snel populair in het topklasse-segment van de automarkt. In 2005 wordt de geflopte SM5 uiteindelijk vervangen door een nieuwe uitvoering en deze wordt wat hoger in het automobielensegment geplaatst dan zijn voorganger. Ondanks de risicogeschiedenis, lukt het deze nieuwe uitvoering wel om te slagen.
In 2004 verkocht RSM een totaal van 82.220 automobielen en had het een omzet van € 947,9 miljoen. Het bedrijf had in 2004 in totaal 5511 werknemers in dienst. In december 2005 kocht Renault nog eens 10% van de aandelen voor 55 miljard won (circa US$ 54 miljoen). Samsung Group bleef aandeelhouder met een belang van 19,9%.
In 2008 heeft Renault de Koleos geïntroduceerd in Europa. Deze auto deelt zijn basis met de QM5, die een paar maanden eerder al in thuisland Korea te koop wordt aangeboden. De Koleos wordt volledig gebouwd in Korea bij Renault Samsung Motors.
In 2020 produceerde het bedrijf 110.650 personenwagens met 1928 medewerkers. De drie belangrijkste modellen waren de SM6, XM3 en de QM6. De auto's worden bijna uitsluitend in Zuid-Korea verkocht waar het bedrijf een netwerk heeft van 715 dealers.

### Renault Korea Motors
Voor de Samsung Group wordt het aandelenbelang gehouden door Samsung Card. In augustus 2021 besloot deze het belang van 19,9% te gaan verkopen. Samsung Securities, de financiële tak van de Samsung Group, zal de verkoop regelen. In juli 2023 had Samsung Card nog altijd 13,1% in handen. Vanaf maart 2022 wordt de Samsung merknaam niet meer gebruikt voor de auto's. De naam van het bedrijf is gewijzigd in Renault Korea Motors.
In mei 2022 besloot de Chinese fabrikant Geely een aandelenbelang te nemen van 34% in Renault Korea Motors (RKM). RKM geeft hiervoor nieuwe aandelen uit ter waarde van ongeveer US$ 200 miljoen en versterkt daarmee zijn vermogenspositie. In januari 2022 sloten de twee autofabrikanten al een samenwerkingsovereenkomst om nieuwe energiezuinige auto's te ontwikkelen. Deze auto's worden gemaakt in de Busan fabriek en de productie hiervan zal in 2024 beginnen.

## Verkoopcijfers
De verkoopcijfers van Renault Samsung Motors en Renault Korea Motors vanaf 2005.